# Korea nemzeti felszabadításának napja
Korea Nemzeti Felszabadulásának Napja minden évben augusztus 15-én ünnepelt nemzeti ünnep mind Dél-, mind Észak-Koreában. Ezen a napon emlékeznek arra, hogy Korea felszabadult 35 évnyi japán gyarmati uralom alól, valamint arra a napra is, amikor 1948. augusztus 15-én megszületett Dél-Korea.

## Etimológia
Dél-Koreában Gwangbokjeol ( koreai:  광복절; szó szerint: A haza felszabadulásának napja) néven ismert.Észak-Koreában Chogukhaebangŭi Nal ( 조국해방의 날; szó szerint  a Haza felszabadításának napja) néven ismert. 
A Gwangbokjeol név a „helyreállítás” ( 복; bog ) kifejezést használja a „függetlenség” ( 독립; dongnip ) helyett, annak hangsúlyozására, hogy Korea már évszázadokkal a japán uralom előtt független volt.

## Előzmények
Ez a nap annak a bejelentésnek az éves évfordulója, hogy Japán 1945. augusztus 15-én feltétel nélkül megadja magát. A Japán Birodalmi Hadsereg minden haderőit arra utasították, hogy adják meg magukat a szövetségeseknek. Három évvel később, 1948. augusztus 15-én hozták létre a független koreai kormányokat.

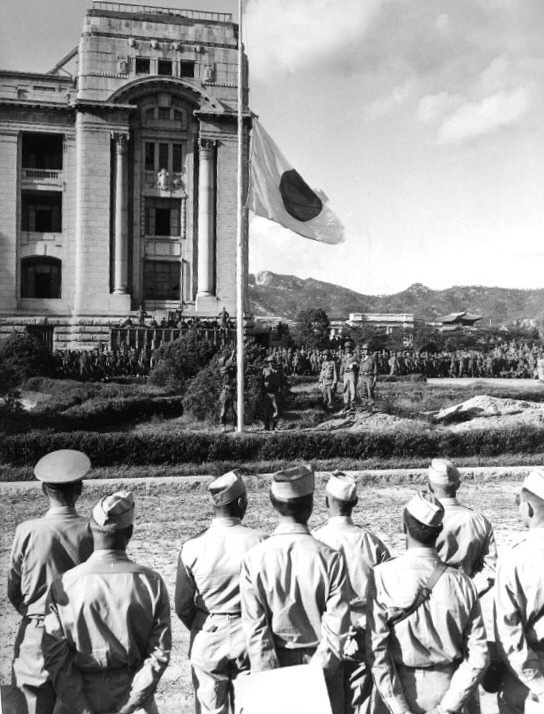
1945. szeptember 9-én amerikai katonák leengedték a japán zászlót a volt japán Kormányzati Épületnél, Szöulban.

Korea évszázadokig független nemzet volt, de sokszor megszállták, az utolsó megszállás pedig a japán uralom időszaka volt. Három év kellett ahhoz, hogy Korea 1945-ös függetlenné válása után ténylegesen megalapítsák a Koreai Köztársaságot augusztus 15-én, amikor a Nemzeti Felszabadulás Napját ünneplik.
Augusztus 15-ét sok ország ünnepli a Japán feletti győzelem napjaként, amikor Japán császára bejelentette az ország megadását. Az Egyesült Államok azonban erre a napra szeptemberben emlékezik meg, amikor Japán hivatalosan aláírta a megadási nyilatkozatot.
A felszabadulás napja az egyetlen koreai ünnep, amelyet Észak-Korea és Dél-Korea egyaránt ünnepel.

## Észak-Korea

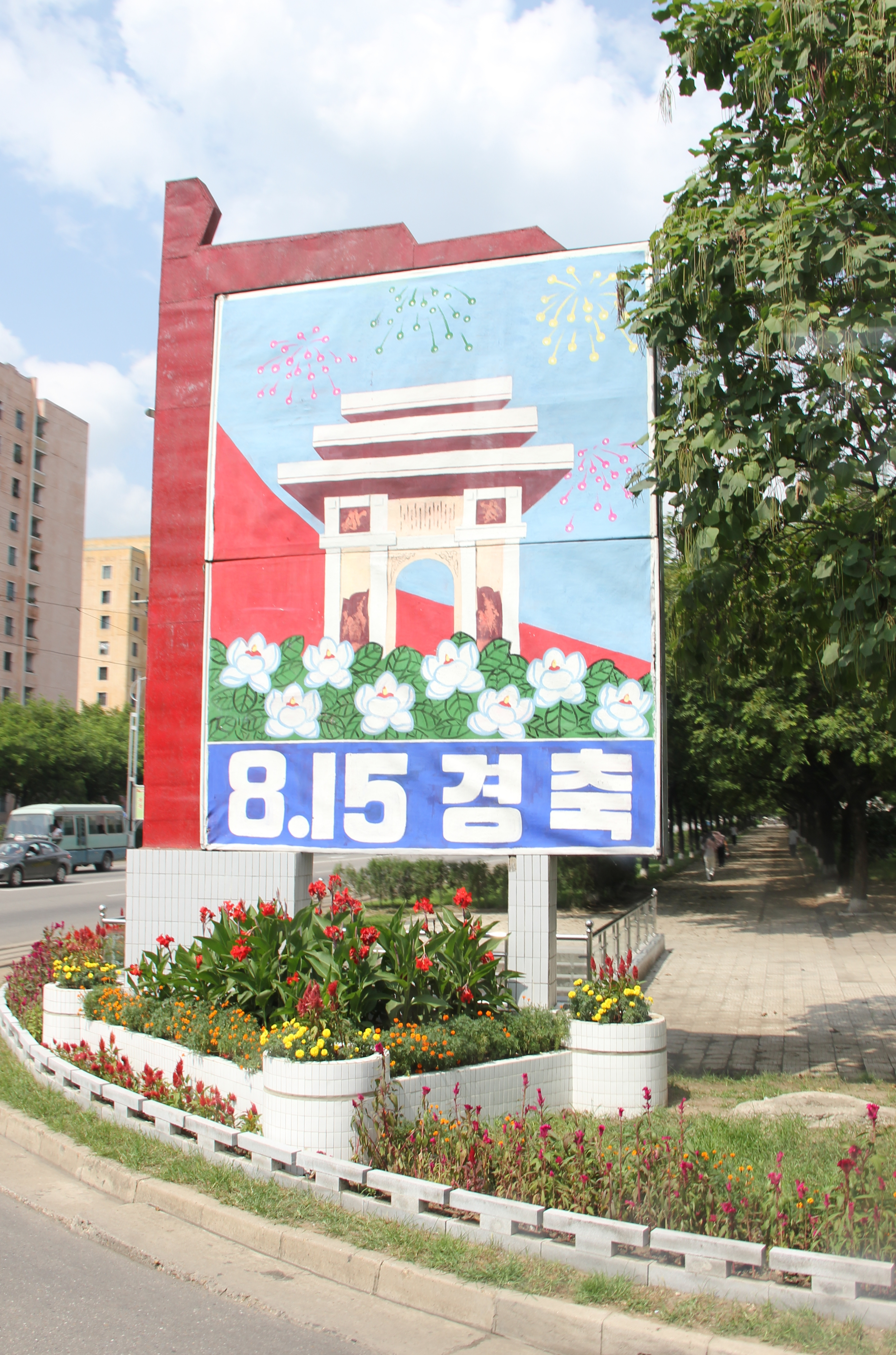
Felszabadulási Nap plakát Észak-Koreában, Pjongjangban.

Észak-Koreában jellemző, hogy az ünnepen esküvőket tartanak.
Az ünnepet gyakran katonai parádéval ünneplik a Kim Ir Szen téren, jubileumi években (például a 25., 40., 50., 60., 70. évfordulókon), amelyen részt vesz az Államügyi Bizottság elnöke és az Észak-Koreai Fegyveres Erők főparancsnoka. Az első parádét 1949-ben tartották a phenjani állomásnál. Ismét megrendezték 1953-ban, majd minden évben egészen 1960-ig, amikor szünetet tartottak a 2000-es évek elejéig.

### 2015-ös észak-koreai időzóna változás
2015. augusztus 5-én az észak-koreai kormány úgy döntött, hogy az időzónát visszaállítja UTC+08:30-ra, amely 2015. augusztus 15-én lépett hatályba, és hivatalos neve a Phenjani Idő (PYT) lett. Az észak-koreai kormány ezt a döntést az imperializmustól való elszakadásként hozta meg; az időzóna változás Korea felszabadulásának 70. évfordulóján lépett életbe. Észak-Korea 2018 májusában visszafordította ezt a változást.

## Dél-Korea

### Munkaszüneti nap
Dél-Koreában számos tevékenységre és eseményre kerül sor az ünnepen, beleértve a köztársasági elnök részvételével zajló hivatalos ünnepséget a Cheonanban található Korea Függetlenségi Csarnokában, vagy a Szöuli Művészeti Központban. Az ünneplés során a Jamsil környékén, az Olimpiai Stadion és az Olimpiai Park közötti útszakaszon a világ különböző országainak zászlóit lecserélik dél-koreai nemzeti zászlókra.
Minden épületet és otthont arra bátorítanak, hogy tűzzék ki a dél-koreai nemzeti zászlót, a Thegukkit. Nemcsak a legtöbb nyilvános múzeum és helyszín ingyenes a függetlenségi aktivisták leszármazottai számára ezen a napon, de ingyen utazhatnak a tömegközlekedésen és az intercity vonatokon is.
A hivatalos "Gwangbokjeol dal" (광복절 노래) elhangzik a hivatalos ceremóniákon. A dal szövegét Jeong Inbo (정인보) írta, a dallamot pedig Yoon Yongha (윤용하) szerezte.[2] A dalszöveg arról szól, "újra érinteni kell a földet" és arról, hogy "táncol a tenger", hogyan "maradt meg 40 év szenvedélyes vérének megmaradt nyoma" és "őrzik ezt örökkön-örökké". 
A kormány hagyományosan különleges kegyelmeket ad Gwangbokjeol alkalmából.

### Merényletkísérlet
1974. augusztus 15-én, 10:23-kor Mun Se-gwang, egy Zainicsi koreai és Észak-Korea szimpatizánsa, megkísérelte meggyilkolni Pak Csong Hi elnököt a szöuli Nemzeti Színházban egy Gwangbokjeol ünnepségen; Pak nem sérült meg, de felesége, Yuk Young-soo, Dél-Korea első hölgye, meghalt.

## A populáris kultúrában
A The Peak azaz Life of Lee Youk-sa, the Poet who Embraced Epoch, Kim Dong-wan, a Shinhwa fiúbanda tagja főszereplésével készült, kétrészes különleges dráma, amelyet az MBC sugárzott a Gwangbokjeol emlékére. A dráma a költő és függetlenségi aktivista, Lee Youk-sa életéről szól, aki a japán gyarmati időszak alatt élt, és 40 évesen halt meg a börtönben, mintegy 40 verset hagyva maga után.
Pak Kjongni epikus regénye, a "Toji" (magyarul "A föld") harmadik drámaváltozata egy 52 epizódos történelmi dráma, amely 2004. november 27. és 2005. május 22. között került adásba a dél-koreai SBS csatornán, a Gwangbokjeol 60. évfordulója alkalmából; ez volt az egyetlen drámaváltozat, amely az összes 21 kötet elkészülte után készült el.
A foglyok kegyelmezésének lehetősége ezen a napon volt témája egy 2002-ben bemutatott vígjátéknak, a "Jail Breakers"-nek, amelyben a főszereplők megszöknek a börtönből, csak hogy rájöjjenek, másnap, a Nemzeti Felszabadulás Napján kegyelmet kapnak.

## Fordítás
Ez a szócikk részben vagy egészben a National Liberation Day of Korea című angol Wikipédia-szócikk ezen változatának fordításán alapul. Az eredeti cikk szerkesztőit annak laptörténete sorolja fel. Ez a jelzés csupán a megfogalmazás eredetét és a szerzői jogokat jelzi, nem szolgál a cikkben szereplő információk forrásmegjelöléseként.